# 리졸리 앤 아일스
《리졸리 앤 아일스》(영어: Rizzoli & Isles)는 2010년부터 2016년까지 TNT에서 방영한 미국의 경찰물 드라마 텔레비전 시리즈이다. 테스 게릿슨의 모라 아일스/제인 리졸리 소설 시리즈가 원작이다.

## 개요
보스턴 형사 제인 리졸리와 매사추세츠주 검시관 모라 아일스가 함께 범죄를 해결해나가는 과정을 그린다. 이들의 대적은 연쇄 살인범 찰스 호이트로, 호이트는 시체를 상대로 장난을 쳐 의대에서 쫓겨난 뒤 의학 지식을 활용해 사람들을 고문하고 죽여왔으며 특히 리졸리를 괴롭힌다. 한편 입양 가정에서 자란 아일스의 친부는 아이스 픽으로 사람을 죽이는 수법을 쓰는 악명 높은 암흑가 범죄자 패트릭 "패디" 도일이고 친모는 저명한 의사 호프 마틴이다.

## 출연
- 앤지 하먼
- 사샤 알렉산더
- 로레인 브라코
- 브루스 맥길
- 리 톰프슨 영
- 조던 브리지스